# Campeonato Europeo de Baloncesto Femenino de 1985
El 20 Campeonato Europeo de Baloncesto Femenino se celebró en Italia entre el 8 y el 15 de septiembre de 1985 bajo la denominación EuroBasket Femenino 1985. El evento fue organizado por la Confederación Europea de Baloncesto (FIBA Europa) y la Federación Italiana de Baloncesto.
Un total de doce selecciones nacionales afiliadas a FIBA Europa compitieron por el título europeo, cuyo anterior portador era la Selección femenina de baloncesto de la Unión Soviética, vencedor del EuroBasket 1983. 
La Selección femenina de baloncesto de la Unión Soviética conquistó su 18 medalla de oro continental, siendo los medallistas de plata el equipo de Bulgaria.  El conjunto de Hungría obtuvo la medalla de bronce.
Este campeonato fue el último Eurobasket para Uliana Semenova, que conseguiría 10 medallas de oro en Eurobaskets y sería nominada en el Basketball Hall of Fame en el año 1993.

## Plantilla del equipo campeón
- Unión Soviética:

Ramunė Šidlauskaitė, Vitalija Tuomaitė, Olesja Barel', Taccjana Ivinskaja, Ol'ga Burjakina, Olga Yákovleva, Uliana Semiónova, Tat'jana Komarova, Elena Čausova, Ol'ga Sucharnova, Larisa Kurikša, Halina Savičkaja. Seleccionadora: Lidia Alekséyeva
| Predecesor: Hungría 1983 | Campeonato Europeo de Baloncesto Femenino 20 edición | Sucesor: España 1987 |